# Río Madarquillos
El río Madarquillos es un curso de agua del interior de la península ibérica, afluente del Lozoya. Discurre por la provincia española de Madrid.

## Descripción

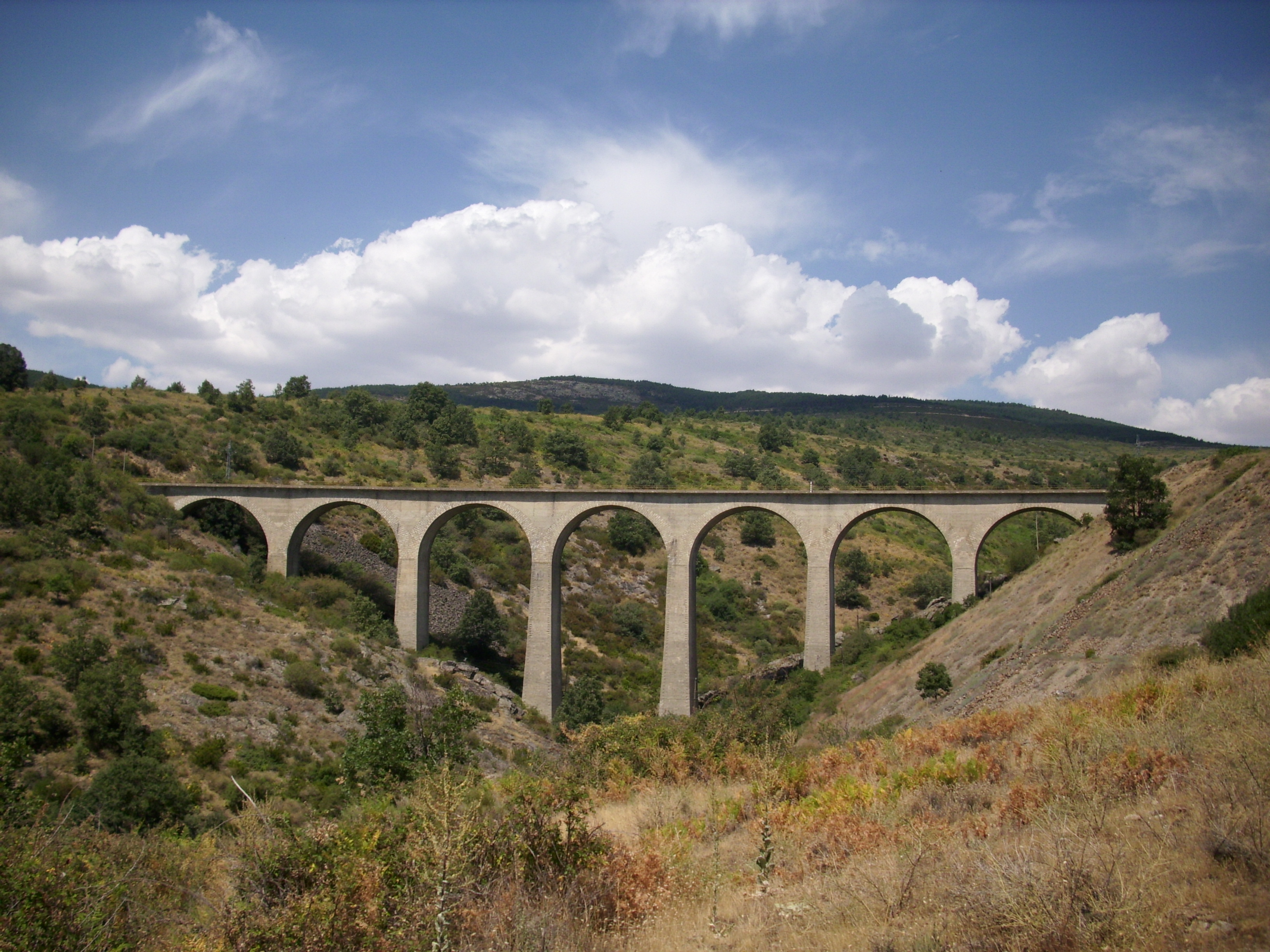
Viaducto del ferrocarril directo Madrid-Burgos sobre el río Madarquillos junto a la localidad de Robregordo

Discurre por el norte de la Comunidad de Madrid. Desemboca en el río Lozoya en el embalse de Puentes Viejas, en territorio perteneciente al pueblo de Gandullas. También es conocido en algunas ocasiones (pocas) como río de La Puebla. La zona de la desembocadura es conocida por los lugareños como "la junta" y dispone de zonas arenosas en sus orillas a las que acude bastante gente en verano para disfrutar del baño.
Está situado en la comarca de la Sierra Norte y del valle del Lozoya. En la actualidad diversos tramos se encuentran en un mal estado de conservación debido a las condiciones de sequía y a que sus aguas son ramificadas en algunos pequeños pueblos para su uso en las regueras locales, lo que hace que su caudal disminuya considerablemente. Entre sus afluentes destaca el río Cocinillas.
Aparece descrito en el primer y décimo volumen del Diccionario geográfico-estadístico-histórico de España y sus posesiones de Ultramar de Pascual Madoz, con las denominaciones Acebeda y Madarquillos respectivamente, de la siguiente manera:

ACEBEDA: riach. de la prov. de Madrid, part. jud. de Buitrago; tiene su origen en el puerto del mismo nombre; pasa por la dehesa boyal del l. de la Acebeda, atravesando la carretera que va de Madrid á Burgos; se vadea por un puente llamado del Harcajo, corre de N. á S. como unas tres leg, al cabo de las cuales desemboca en el r. Lozoya.
(Madoz, 1845, p. 64)

MADARQUILLOS: riach. en la prov. de Madrid, part. jud. de Torrelaguna: es el mismo ya descrito con el nombre de la Acebeda (V.), el que al pasar por Madarcos le titulan Madarquillos: cria alguna trucha.
(Madoz, 1847, p. 518)

Las aguas del río, perteneciente a la cuenca hidrográfica del Tajo, terminan vertidas en el océano Atlántico.